# 싱구왕
싱구왕(버마어: စဉ့်ကူးမင်း 싱구밍, 1756년 5월 10일 ~ 1782년 2월 14일)은 미얀마 꼰바웅 왕국의 제4대 국왕(재위 : 1776년 6월 10일 ~ 1782년 2월 5일)이다.